# ティム・クラインディーンスト
ティム・クラインディーンスト（Tim Kleindienst, 1995年8月31日 - ）は、ドイツ・ザクセン州バト・ムスカウ出身のサッカー選手。ボルシア・メンヒェングラートバッハ所属。ポジションはFW（センターフォワード）。ドイツ代表。

## 経歴
エネルギー・コットブスの下部組織出身で、2013年にトップチームに昇格した。同年12月14日に2.ブンデスリーガに所属するトップチームの試合でアミン・アファンに代わって投入されて初出場を記録した。
2015年5月20日に翌シーズンからSCフライブルクに移籍する事が発表された。2016-17シーズンは1.FCハイデンハイムに期限付き移籍した。
2019年9月2日にハイデンハイムに完全移籍で再加入した。
2020年7月30日にKAAヘントに完全移籍。移籍金は明らかになっていないが、推定350万ユーロとされている。2020-21シーズンのリーグ前半戦で15試合出場1得点に留まり、2021年1月30日にシーズン終了までのローンでハイデンハイムに復帰した。
ブンデス2部で15試合11得点を記録し、2021-22シーズンより4年契約で完全移籍に移行した。

## 代表歴
U-20サッカードイツ代表として2015 FIFA U-20ワールドカップに出場した。